# Adams Automobile Company
Adams Automobile Company war ein US-amerikanischer Hersteller von Automobilen.

## Unternehmensgeschichte
George Adams leitete das Unternehmen in Hiawatha in Kansas. 1906 begann die Produktion von Automobilen. Der Markenname lautete Average Man’s Runabout. 1906 endete die Vermarktung und 1909 die Produktion. Das heißt, die Fahrzeuge von 1907 bis 1909 waren für den Eigenbedarf.

## Fahrzeuge
Das einzige Modell war ein Highwheeler. Ein Zweizylindermotor mit 10 PS Leistung war vorne im Fahrzeug montiert. Er trieb über ein Friktionsgetriebe und eine Kette die Hinterachse an. Das Fahrgestell hatte 193 cm Radstand. Die offene Karosserie bot Platz für zwei Personen. Der Neupreis betrug 500 US-Dollar. Zum Vergleich: Das etwas längere und stärkere Ford Modell N kostete das gleiche.